# یوکیهیرو یاماس
یوکیهیرو یاماس (ژاپنی: 山瀬 幸宏؛ زادهٔ ۲۲ آوریل ۱۹۸۴) یک بازیکن فوتبال اهل ژاپن است.
از باشگاه‌هایی که در آن بازی کرده‌است می‌توان به باشگاه فوتبال یوکوهاما مارینوس، باشگاه فوتبال ساگان توسو و باشگاه فوتبال کاتالر تویاما اشاره کرد.